# Département de Kouassi-Kouassikro
Le département de Kouassi-Kouassikro est un département de Côte d'Ivoire. 